# Svatá Kateřina (Chudenín)
Svatá Kateřina je malá vesnice, část obce Chudenín v okrese Klatovy v Plzeňském kraji. Leží necelých šest kilometrů západně od Nýrska nedaleko hranice s Německem. Někdejší královácká rychta, jedna z osmi na Šumavě (její obyvatelé byli poddanými krále). Leží ve svahu nad údolím Chodské Úhlavy, za ním se pak terén strmě zvedá směrem ke Královskému hvozdu.

## Historie
První písemná zmínka o vesnici pochází z roku 1654.
Osada byla založena asi v 16. století na zemské obchodní stezce spojující Čechy s Bavorskem, na nejnižším místě Královského hvozdu při samé zemské hranici. Podle farní kroniky byl v roce 1604 položen základ kostela svaté Kateřiny, po němž dostala obec jméno. Podle urbáře z roku 1617 patřilo ke Svaté Kateřině sedmnáct stavení. Od roku 1816 byla ve vsi škola a od roku 1857 fara. Před začátkem druhé světové války měla ves 98 stavení a 583 obyvatel.
Po roce 1945 bylo německé obyvatelstvo vysídleno. V padesátých letech byl uzavřen hraniční přechod, obec se ocitla na okraji hraničního pásma (od sedmdesátých let procházely příhraniční dráty ze tří stran přímo za posledními domky vsi), čímž nastalo postupné ničení vsi. Fara už nestojí, kostel v šedesátých letech odstřelilo vojsko. Devadesát procent zástavby v období socialismu zaniklo, obyvatel ubylo ještě více.
Na bývalé návsi zůstaly jen tři domky při silnici II/191 k hranici a pár izolovaně stojících domků roztroušených různě v prostoru bývalé vsi. Kostel svaté Kateřiny zanikl bez výraznějších stop (stával na bývalém hřbitově), zbytky hřbitova (dnes březový hájek vedle návsi) byly pietně upraveny po roce 1990. Prostor návsi narušilo napřímení a rozšíření silnice k hranici po roce 1990. Fara, škola i stará celnice zanikly rovněž.
V roce 1993 zde byl obnoven silniční hraniční přechod Svatá Kateřina – Neukirchen beim Heiligen Blut.
Na louce asi tři čtvrtě kilometru jihozápadně od vesnice roste památný strom – Lípa u Svaté Kateřiny. Do katastru Svaté Kateřiny zasahuje jedna z částí přírodní památky Královský hvozd (část údolí Chodské Úhlavy).

## Obyvatelstvo
| Rok            | 1869 | 1880 | 1890 | 1900 | 1910 | 1921 | 1930 | 1950 | 1961 | 1970 | 1980 | 1991 | 2001 | 2011 | 2021 |
| -------------- | ---- | ---- | ---- | ---- | ---- | ---- | ---- | ---- | ---- | ---- | ---- | ---- | ---- | ---- | ---- |
| Počet obyvatel | 660  | 609  | 624  | 551  | 532  | 570  | 583  | 66   | 53   | 32   | 26   | 29   | 21   | 17   | 19   |
| Počet domů     | 95   | 96   | 98   | 92   | 91   | 91   | 98   | 31   | 31   | 6    | 7    | 11   | 11   | 10   | 11   |

## Obecní správa

### Územní příslušnost
- v roce 1850 patřila obec Svatá Kateřina do okresu Klatovy[7]
- k 1. lednu 1948 patřila obec Svatá Kateřina, osada Radošín, osada Webrův a Lindlův Dvůr pod správní okres Klatovy, soudní okres Nýrsko, poštovní úřad, železniční stanice a nákladiště Nýrsko, stanice sboru národní bezpečnosti Chudenín. K 22. květnu 1947 bylo v obci Svatá Kateřina sečteno 130 přítomných obyvatel.[8]
- k 1. únoru 1949 patřila obec Svatá Kateřina, osada Radošín, osada Webrův a Lindlův Dvůr do okresu Klatovy, kraj Plzeňský[9]
- k 1. lednu 1950 patřila obec Svatá Kateřina pod matriční úřad Místního národního výboru v Nýrsku[10]
- v r. 1950 byl název osady Radošín zrušen, protože osada zanikla, pro osadu Webrův a Lindlův Dvůr byl stanoven název Dvorky[11]
- k 1. červenci 1952 měla samostatná obec Svatá Kateřina části : 1. Dvorky, 2. Svatá Kateřina[12]. V úředním listu ze dne 12.března 1955, částka 20 je však zveřejněna změna, že s platností od 10.září 1950 podle usnesení Rady okresního národního výboru v Klatovech ze dne 25.července 1950 byla obec Svatá Kateřina sloučena do obce Uhliště, přičemž Svatá Kateřina se stává osadou obce Uhliště.
- k 1. lednu 1955 patřila osada Svatá Kateřina, osada Dvorky do obce Uhliště[13]
- k 1. červenci 1960 se stala osada Dvorky místní částí obce Uhliště, obec Uhliště a osada Svatá Kateřina patřila pod správu Místního národního výboru Chudenín, okres Klatovy, kraj Západočeský[14]
- k 1. červenci 1975 je osada Svatá Kateřina částí obce Chudenín, okres Klatovy, kraj Západočeský[7]

## Pamětihodnosti
- Hradiště Hradčany

## Fotogalerie

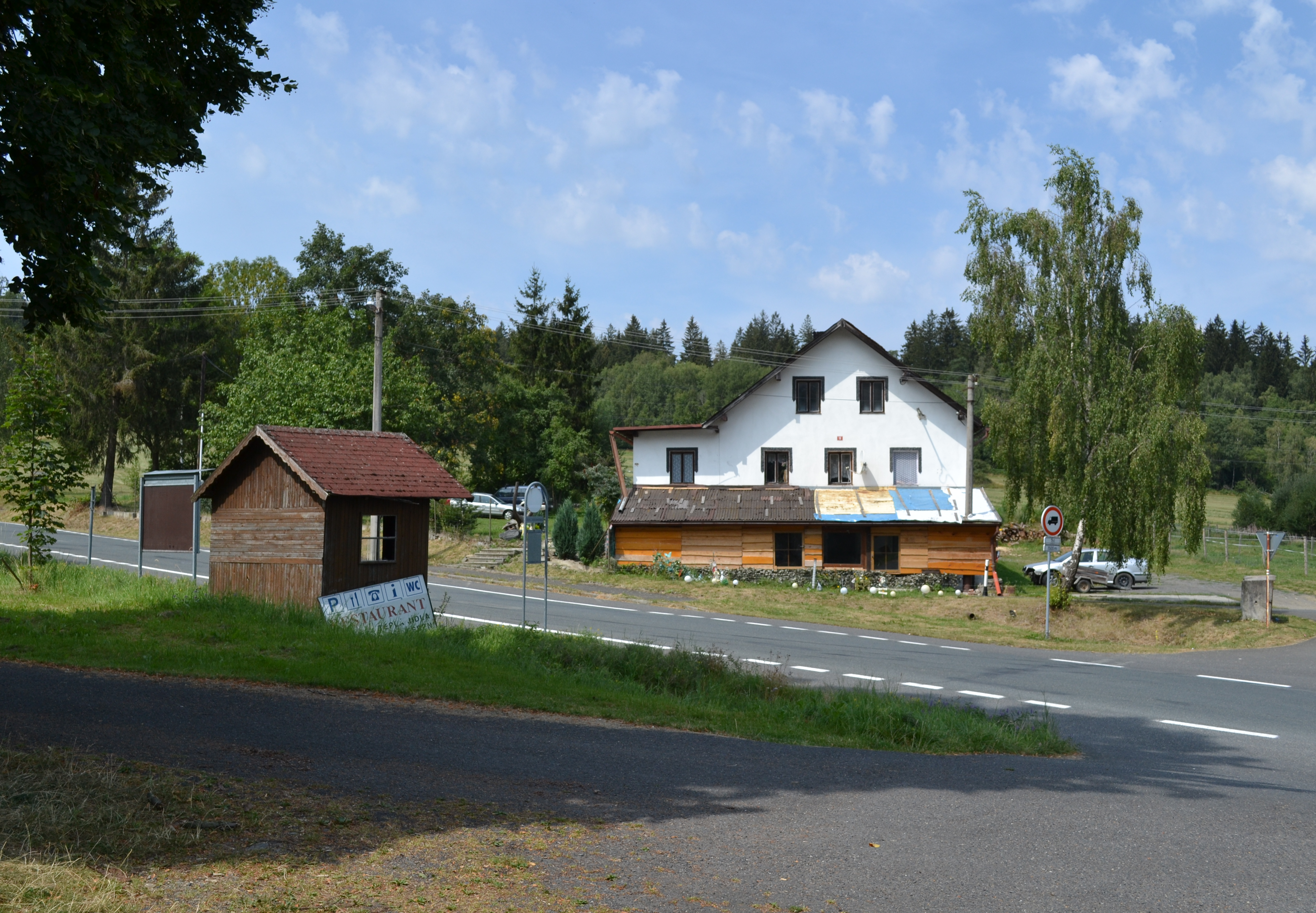
křižovatka se silnicí II/191
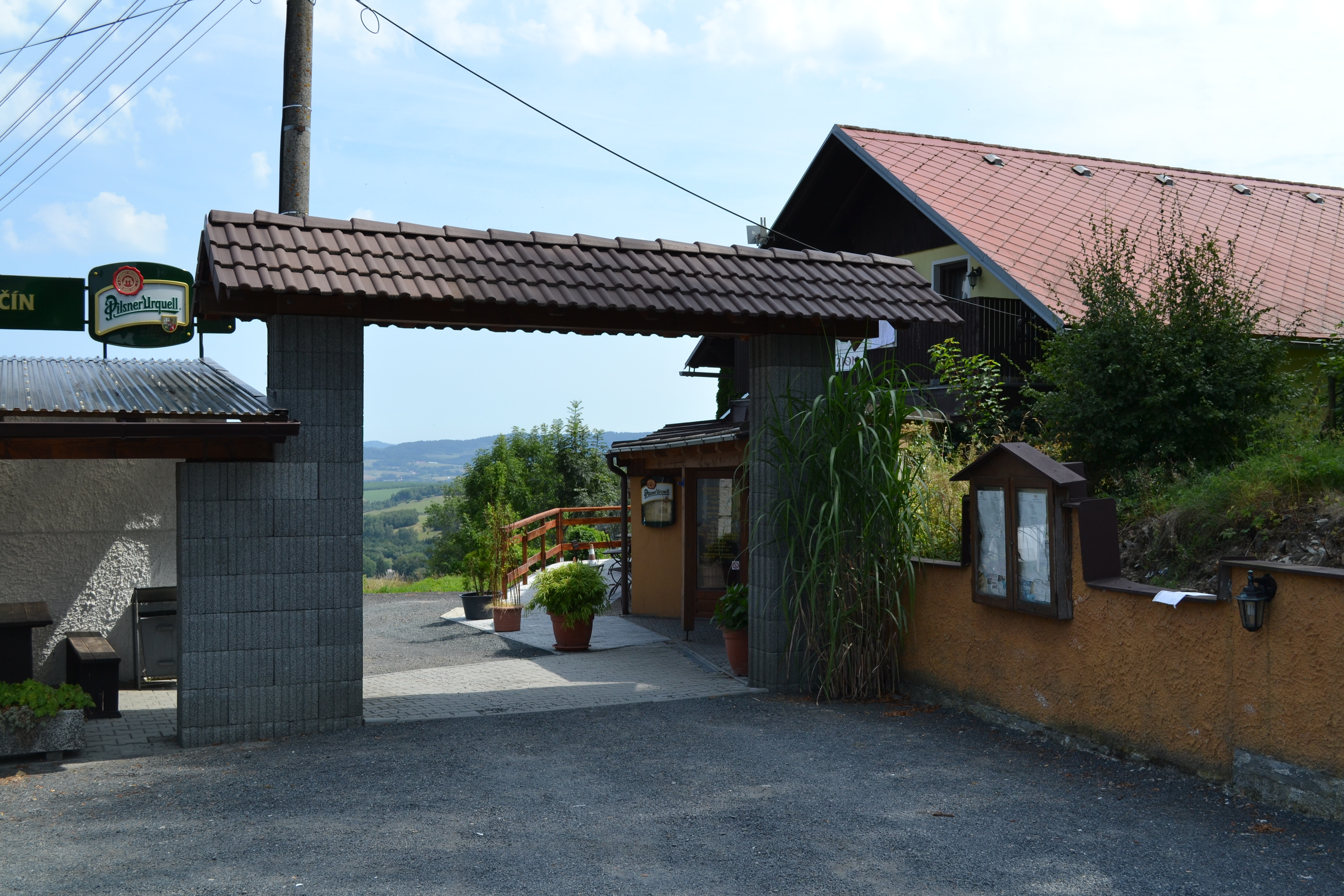
penzion Račín
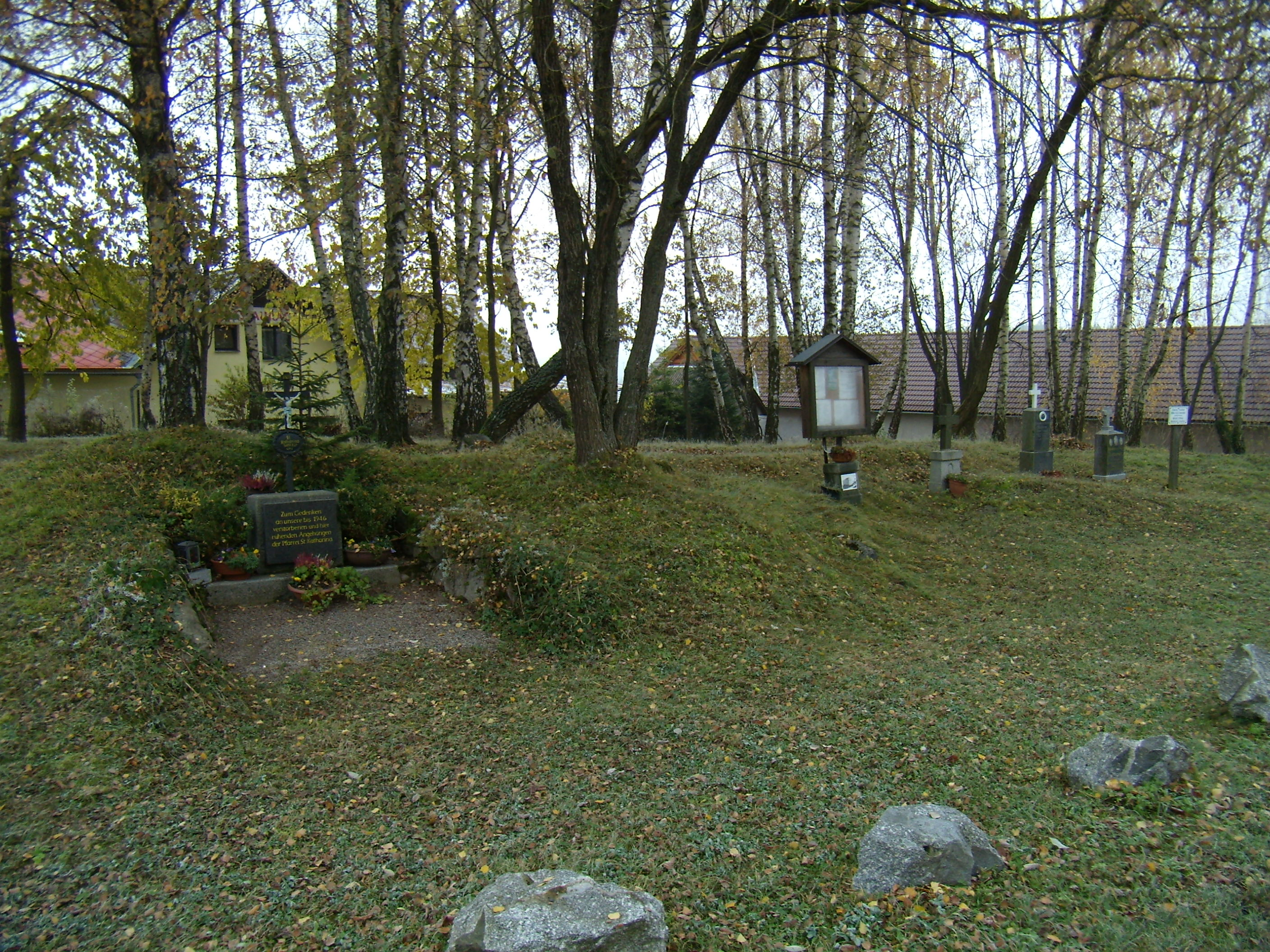
bývalý hřbitov
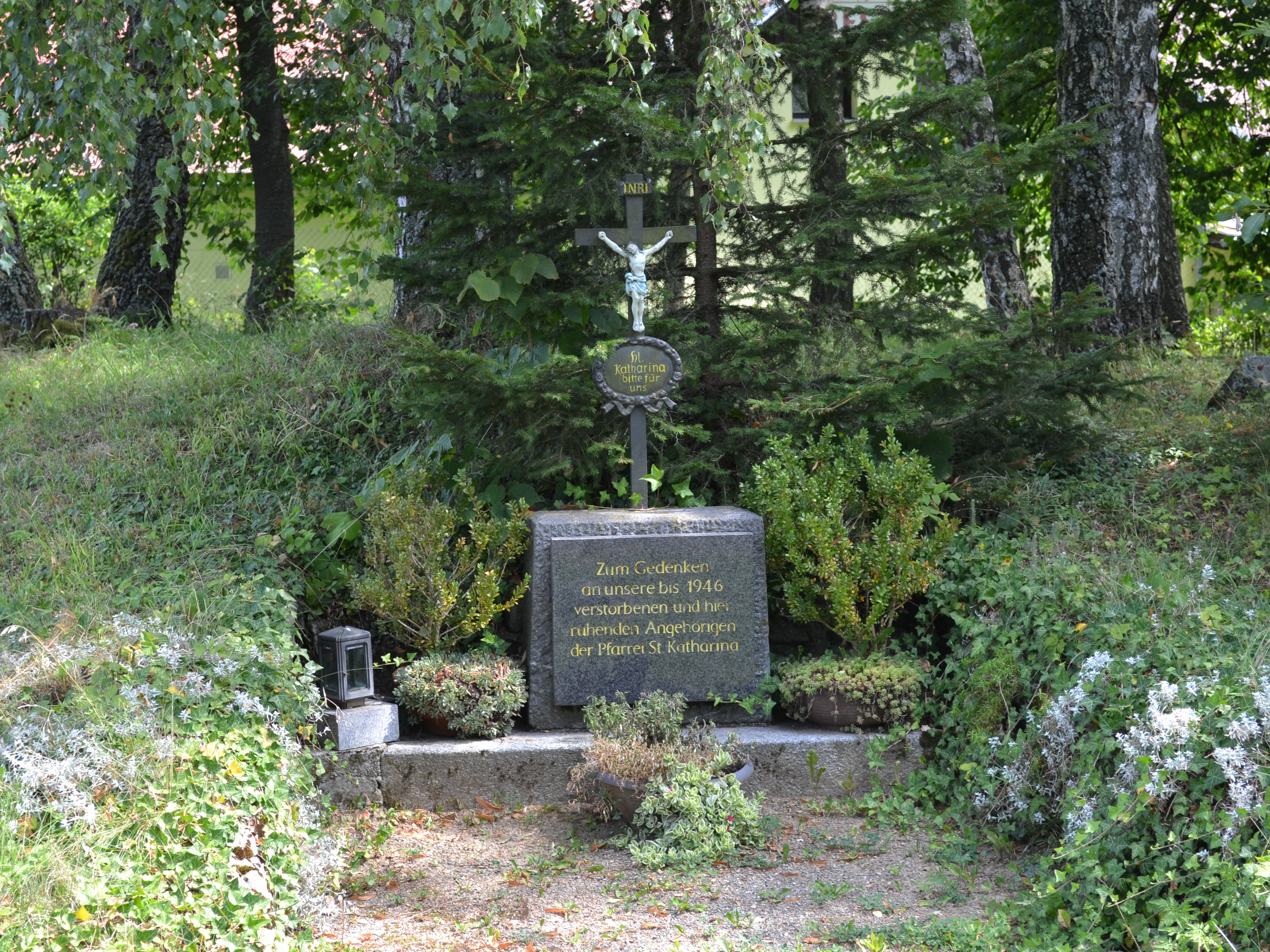
pamětní kříž